# Binaiya
El Binaiya, també escrit Binaya i Binaia, és una muntanya del l'illa de Seram, a les Moluques, Indonèsia. Amb 3.027 msnm n'és el punt culminant. Es troba dins el Parc Nacional de Manusela, un parc amb una gran biodiversitat i amb nombrosos endemismes.